# Vorstendom Palts-Neuburg
Het vorstendom Palts-Neuburg (Duits: Fürstentum Pfalz-Neuburg of Junge Pfalz) was een wereldlijk vorstendom in het Heilige Roomse Rijk. Het werd geregeerd door verschillende opeenvolgende takken van het huis Wittelsbach.
Het territorium van Palts-Neuburg bestond uit verschillende niet-aaneengesloten gebieden aan de Donau en in de Opper-Palts. In het uiterste westen van het land lag het Oberland met de steden Lauingen en Höchstädt. Hier lag ook de hoofdstad Neuburg. Ten noorden van Regensburg, rond Burglengenfeld en Schwandorf, lag het grootste aaneengesloten gebied van het vorstendom. Kleinere gebieden lagen rond Sulzbach, Weiden en Hilpoltstein. Binnen het Heilige Roomse Rijk was het vorstendom ingedeeld bij de Beierse Kreits.
Palts-Neuburg werd opgericht in 1505, aan het einde van de Landshuter Successieoorlog. De eerste vorst van Neuburg, Otto Hendrik, was een bekend kunstmecenas. In 1542 voerde hij het Lutheranisme als staatsgodsdienst in. Nadat hij in 1556 de Keur-Palts had geërfd stond Otto Hendrik het vorstendom Neuburg in 1557 af aan Wolfgang van Palts-Zweibrücken. Diens zoon Wolfgang Willem bekeerde zich tot het Rooms-katholicisme en kwam in 1614 na een langdurige strijd in het bezit van de hertogdommen Gulik en Berg aan de Nederrijn. De vorsten verplaatsten hun hoofdstad naar Düsseldorf, waardoor Neuburg aan belang verloor.

## Inleiding
Na het uitsterven van Beieren-Landshut in 1503 brak de Landshuter Successieoorlog uit. Volgens de huisverdragen moest Beieren-Landshut verenigd worden met Beieren-München, maar de laatste hertog had zijn landen vermaakt aan zijn schoonzoon Ruprecht van de Palts. De oorlog werd beëindigd met de Keulse scheidsrechterlijke uitspraak van 1505. Voor de zoons van de inmiddels overleden paltsgraaf Ruprecht en Elizabeth van Beieren-Landshut werd een nieuw vorstendom gesticht. Dit nieuwe staatje werd samengesteld uit gebied van Beieren-München en van Beieren-Landshut: Neuburg, Höchstädt, Sulzbach, Weiden en Burglengenfeld.

## Palts-Neuburg (van 1505 tot 1569)
De eerste vorst was Ottheinrich. Hij voerde tussen 1542 en 1552 de Reformatie in. Na de dood van zijn oom, keurvorst Frederik II in 1556 erfde hij het keurvorstendom van de Palts. Hij stond vervolgens Palts-Neuburg af aan Wolfgang van Palts-Zweibrücken. Na de dood van Wolfgang in 1569 deelden zijn zoons, waarbij de oudste Philips Lodewijk het vorstendom Palts-Neuburg kreeg. Een derde zoon, Ottheinrich II krijgt Hilpoltstein-Sulzbach (uitgestorven in 1604).

## Palts-Neuburg van 1569 tot de deling van 1614
Na de dood van Otthinrich II werd Hilpolstein-Sulzbach herenigd met Palts-Neuburg. Ten gevolge van het huwelijk van Philips Lodewijk met Anna van Kleef kwam hij 1609/14 in het bezit van het hertogdom Berg en het hertogdom Gulik. De residentie werd verlegd naar Düsseldorf en Palts-Neuburg werd nevenland.
Na de dood van Philips Lodewijk in 1614 deelden zijn drie zoons, waarbij Wolfgang Willem Neuburg en de hertogdommen Berg en Gulik kreeg.

## Palts-Neuburg tot het uitsterven van het geslacht in 1742
Wolfgang Willem was in 1613 katholiek geworden om steun van de katholieke vorsten te krijgen voor zijn aanspraken op de Kleefse erfenis tegen het protestantse keurvorstendom Brandenburg. In 1618 werd het ambt Parkstein-Weida van het keurvorstendom van de Palts verworven na de nederlaag bij de Witte Berg.
Na de dood van Johan Frederik van Palts-Hilpoltstein in 1644 werd dit gebied herenigd met Palts-Neuburg. In 1685 erfde Philips Willem van Palts-Neuburg het keurvorstendom van de Palts. De residentie werd daarop verlegd van Düsseldorf naar Heidelberg.
Omstreeks 1700 werd het gebruikelijk het vorstendom wederrechtelijk als hertogdom aan te duiden.

## Palts-Neuburg na 1742
Na het uitsterven van Palts-Neuburg in 1742 kwamen alle bezittingen aan de vorst van Palts-Sulzbach. Hierdoor werden Palts-Neuburg en Palts-Sulzbach herenigd onder één vorst. Na het uitsterven van de keurvorsten van Beieren in 1777 werd ook de band met Beieren hersteld. Neuburg maakte nu deel uit van het keurvorstendom Palts-Beieren. Van 1803 tot 1808 fungeerde er nog een afzonderlijke regering voor het vorstendom Palts-Neuburg. Het vorstendom Palts-Neuberg ging samen met Palts-Sulbach in 1908 volledig op in het koninkrijk Beieren.

## Gebied bij de deling van 1505
- landvoogdijambten Höchstädt en Neustadt,
- gerecht Monheim-Graisbach
- landrechterambt Burglengenfeld
- pleegambt Reichertshofen
- ambten en steden Sulzbach, Schwandorf, Parkstein, Weiden, Regenstauf, Kallmünz, Hemau, Lupburg en Laaber.
- Heideck, Hilpoltstein, Allersberg

## Regenten
| regering    | naam              | geboren    | overleden  | familie                         |
| ----------- | ----------------- | ---------- | ---------- | ------------------------------- |
| 1505/7-1556 | Ottheinrich       | 10-4-1502  | 12-2-1559  | kleinzoon van keurvorst Philips |
| 1556-1569   | Wolfgang          | 26-9-1526  | 11-6-1569  | Palts-Zweibrücken               |
| 1569-1614   | Philips Lodewijk  | 2-10-1547  | 22-8-1614  | zoon                            |
| 1614-1653   | Wolfgang Willem   | 25-10-1578 | 20-3-1653  | zoon                            |
| 1653-1690   | Philips Willem    | 27-11-1615 | 2-9-1690   | zoon                            |
| 1690-1716   | Johan Willem      | 19-4-1658  | 8-6-1716   | zoon                            |
| 1716-1742   | Karel III Filips  | 4-11-1661  | 31-12-1742 | broer                           |
| 1742-1799   | Karel Theodoor    | 11-12-1724 | 16-2-1799  | Palts-Sulzbach                  |
| 1799-1808   | Maximiliaan Jozef | 27-5-1756  | 13-10-1825 | Palts-Zweibrücken               |